# 5. Cserkész Világdzsembori
Az 5. Cserkész Világdzsembori egy 1937-ben, a hollandiai Vogelzangban 54 ország 28 750 cserkészének (melyből 420 magyar) részvétele mellett megrendezett dzsembori volt.
Ez volt a háború előtt az utolsó dzsembori. Néhány országban ekkorra a mozgalmat politikai okokból feloszlatták, így az ottani cserkészek már nem tudtak részt venni.
A tábor jelvénye a Jákob-pálca volt, a hollandokra jellemző tengerhajózás iránymérő eszköze. 
Ez volt az utolsó dzsembori, melyen Baden-Powell megjelent, és a záróünnepségen el is búcsúzott a cserkészektől.